# Coleman, Wisconsin
Coleman là một làng thuộc quận Marinette, tiểu bang Wisconsin, Hoa Kỳ. Năm 2006, dân số của làng này là 716 người.